# Општина Некшешти (Телеорман)
Некшешти (рум. Necşeşti) општина је у Румунији у округу Телеорман.
Oпштина се налази на надморској висини од 111 m.